# Charles M. Huber

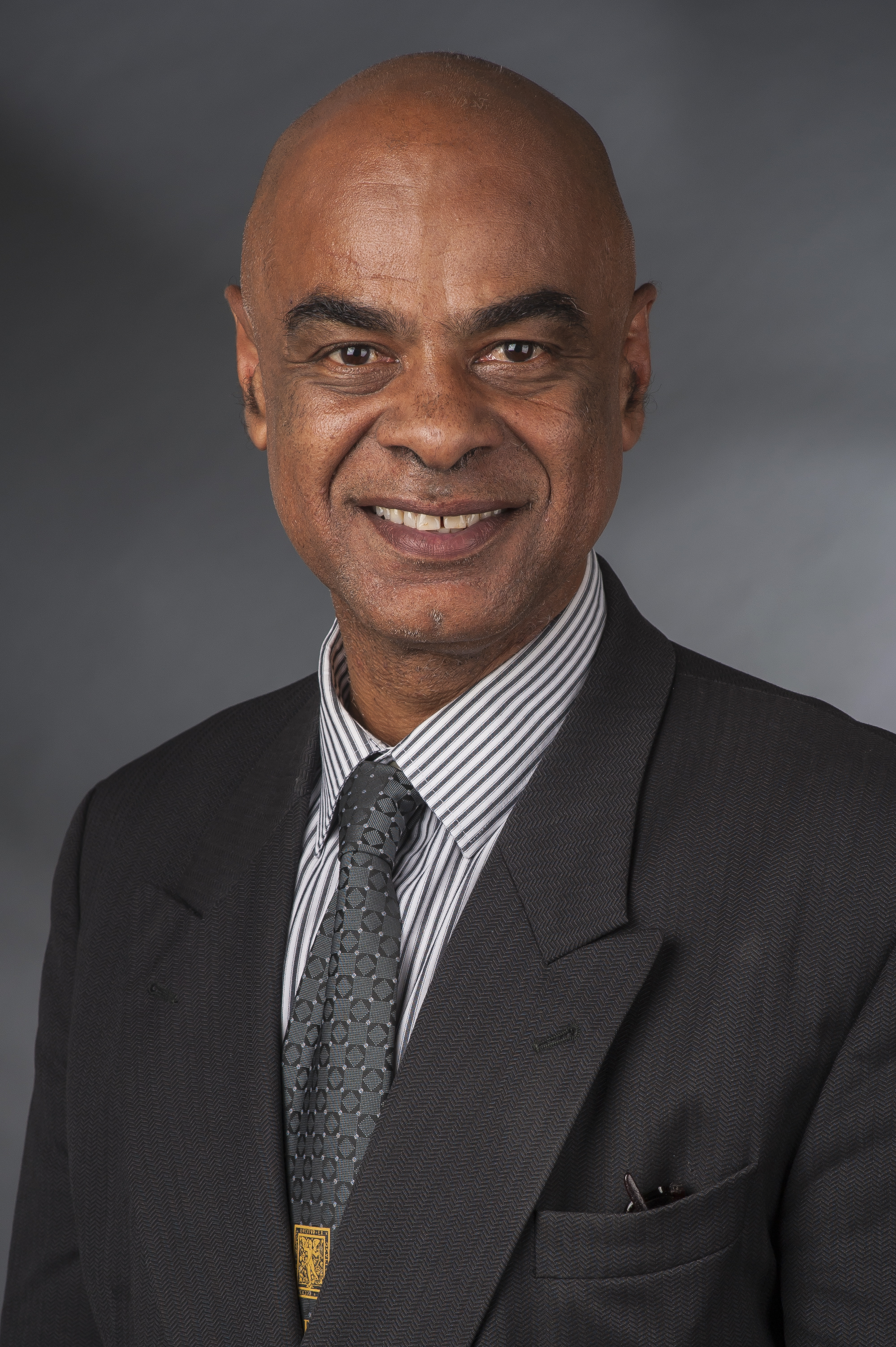
Charles M. Huber, 2014

Charles Huber Muhamad, rodným jménem Karl-Heinz Huber, (* 3. prosince 1956, Mnichov, Spolková republika Německo) je německý herec a humanitární aktivista. Jde o syna senegalského diplomata, matka byla Němka.
Proslul hlavně rolí komisaře Henryho Johnsona v televizním krimiseriálu Starej (Der Alte). Menší roli ztvárnil např. ve sci-fi filmu Můj nepřítel z roku 1985 nebo v akčním Mrakodrapu z roku 1997, kde hrál vůdce skupiny teroristů Fairfaxe.
Věnuje se též politickým a humanitárním aktivitám, působil jako zvláštní poradce Organizace pro výživu a zemědělství OSN. Založil organizaci Afrika Direkt na pomoc Senegalu. Ve městě Nianing založil školu pojmenovanou po Baracku Obamovi, na kterou se pokoušel získat peníze též od nadace Petera Ustinova. Spory o užití a poskytnutí prostředků, které začaly nejpozději v roce 2009, dovedly obě strany až k soudu, který Huber prohrál z procedurálních důvodů. Nadace část prostředků vyplatila, ale nakonec spolupráci s Huberem ukončila.
V roce 2011 byl porotcem Miss Německo.
V autobiografické knize Ein Niederbayer im Senegal popsal své dospívání v Německu, které komplikoval jeho rasový původ.

## Publikace
- Charles M. Huber: Ein Niederbayer im Senegal. Mein Leben zwischen zwei Welten, Scherz Verlag, 2005, ISBN 3-596-16271-8